# Diedrski kot
Diédrski kót (tudi torzíjski kót) je v geometriji kot med dvema ravninama.
Diedrski kot med dvema ravninama se lahko predstavlja kot, da se gleda ravnini od strani vzdolž presečne premice. Diedrski kot {\displaystyle \varphi _{AB}} med dvema ravninama A in B je kot med dvema na ravnino pravokotnima enotskima vektorjema {\displaystyle \mathbf {n} _{A}} in {\displaystyle \mathbf {n} _{B}:}
{\displaystyle \cos \varphi _{AB}=\mathbf {n} _{A}\cdot \mathbf {n} _{B}\!\,.}
Diedrski kot ima lahko predznak. Diedrski kot {\displaystyle \varphi _{AB}} se lahko definira kot kot za katerega je treba zavrteti ravnino A, da se poravna z ravnino B. To pomeni, da velja {\displaystyle \varphi _{AB}=-\varphi _{BA}}. 
V višjih razsežnostih diedrski kot predstavlja kot med dvema hiperravninama.

## Druge definicije
Obstaja več definicij diedrskega kota. 
Ravnino se lahko definira z dvema nekolinearnima vektorjema, ki ne ležita v ravnini. Če se vzame vektorski produkt, normalizacija da pravokotne normalne vektorje na ravnino. Na ta način se lahko diedrski kot definira s štirimi paroma nekolinearnimi vektorji. 
Diedrski kot se lahko definira tudi kot diedrski kot treh nekolinearnih vektorjev  {\displaystyle \mathbf {b} _{1}}, {\displaystyle \mathbf {b} _{2}} in {\displaystyle \mathbf {b} _{3}} (na prvi sliki so prikazani v rdeči, zeleni in modri barvi). Vektorja  {\displaystyle \mathbf {b} _{1}} in {\displaystyle \mathbf {b} _{2}} določata prvo ravnino, vektorja {\displaystyle \mathbf {b} _{2}} in  {\displaystyle \mathbf {b} _{3}} pa določata drugo ravnino. Diedrski kot odgovarja zunanjemu sfernemu kotu. Ta je definiran kot:
{\displaystyle \varphi =\operatorname {atan2} \left(|\mathbf {b} _{2}|\mathbf {b} _{1}\cdot [\mathbf {b} _{2}\times \mathbf {b} _{3}],[\mathbf {b} _{1}\times \mathbf {b} _{2}]\cdot [\mathbf {b} _{2}\times \mathbf {b} _{3}]\right)\!\,,}
kjer je:
- {\displaystyle \operatorname {atan2} } funkcija z dva argumentoma (variacija krožne funkcije arctangens).

## Diedrski koti in poliedri
Vsak polieder pravilni ali nepravilni ter konveksni ali konkavni ima diedrski kot pri vsakem robu.
Diedrski kot je notranji kot srečanja dveh sosednjih stranskih ploskev. Kadar je enak nič stopinj, to pomeni, da sta stranski ploskvi antiparalelni. V tem primeru se stranske ploskve prekrivajo (degenerirani polieder). Kadar pa je diedrski kot enak 180º, to pomeni, da so stranske ploskve vzporedne (podobno je pri tlakovanju). Na konkavnih delih poliedra je kot večji od 180º.
Vsak diedrski kot na poliedru, ki je robovno tranzitiven ima enako vrednost. To vključuje pet platonskih teles, štiri Kepler-Poisotove poliedre od katerih sta dva kvazipravilna in dva kvazipravilna duala. 

## Načini izračunavanja
Diedrski kot med dvema ravninama se lahko določi takrat, ko je možno določiti pravokotni vektor na vsako ravnino. Eden izmed načinov je uporaba vektorskega produkta. Če so A1, A2 in A3 tri nekolinearne točke na ravninah A1, A2 in A3. Naj bodo
B1, B2 in B3 tri nekolinearne točke na ravnini B. V tem primeru je UA = A2−A1 × A3−A1 je pravokoten na ravnino A ter UB = B2−B1 × B3−B1 je pravokoten na ravnino B.
Nepredznačen diedrski kot se nato lahko določi iz:
{\displaystyle \varphi _{AB}=\arccos \left({\frac {|U_{A}\centerdot U_{B}|}{|U_{A}||U_{B}|}}\right)=\arcsin \left({\frac {|U_{A}\times U_{B}|}{|U_{A}||U_{B}|}}\right)\!\,.}
Naslednji način za določanje diedrskega kota je v tem, da se vzame poljuben vektor V, ki ni tangenten na nobeno od dveh ravnin. Z uporabo Gram-Schmidtovega procesa za tri vektorje (A2−A1, A3−A1, V) se dobi ortonormalno bazo prostora. Tretji vektor je pravokoten na ravnino A. Če se podobno naredi še za vektorje (B2−B1, B3−B1, V), se dobi vektor, ki je pravokoten na ravnino B. Kot med tema dvema vektorjema se lahko določi s poljubno metodo za določanje kotov med vektorji. To se lahko posploši na višje razsežnosti.